# Abdel Chalek Sarwat Pascha

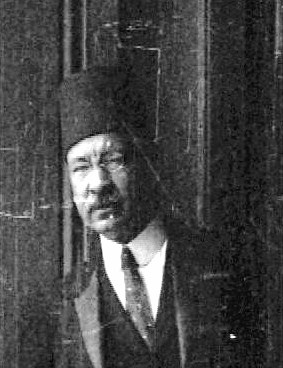
Abdel Chalek Sarwat Pascha

Abdel Chalek Sarwat Pascha (abweichende Namensschreibweise: Abdel Khalek Sarwat Pasha; arabisch عبد الخالق ثروت باشا, DMG ʿAbd al-Ḫāliq Ṯarwat Bāšā; * 1873 in Kairo, Khedivat Ägypten; † 22. September 1928 in Paris) war ein ägyptischer Politiker, der unter anderem 1922 sowie erneut zwischen 1927 und 1928 Premierminister des Königreiches Ägypten war.

## Leben

### Minister und Premierminister des Sultanats Ägypten
Abdel Chalek Sarwat Pascha, der osmanisch-türkischer Abstammung war, übernahm im Khedivat Ägypten sowie Sultanat Ägypten zahlreiche Regierungsämter. Er war zunächst Sekretär der Kommission für Gesetzeskontrolle und wurde 1905 Vizepräsident des Einheimischen Gerichts im Gouvernement Qina sowie Richter am Jugendstrafgericht von Kairo. 1907 erfolgte seine Ernennung zum Gouverneur des Gouvernement Asyut. 1908 wurde er zum Generalankläger an den Einheimischen Gerichten und verblieb in dieser Funktion sechs Jahre lang bis 1914. Während der Amtszeit von Premierminister Hussein Ruschdi Pascha war er zwischen dem 5. April und dem 19. Dezember 1914 erstmals Justizminister. Das Amt des Justizministers bekleidete er im Anschluss vom 19. Dezember 1914 bis zum 22. April 1919 auch in neuen Kabinetten von Premierminister Hussein Ruschdi Pascha. Er war zudem zwischen dem 16. März und 24. Dezember 1921 im Kabinett von Premierminister Adli Yakan Pascha.
Am 28. Februar 1922 erlangte das Land schließlich mit der Deklaration der Unabhängigkeit Ägyptens seine formelle Unabhängigkeit von Großbritannien, das sich jedoch einige Rechte im Land vorbehielt und weiterhin starken Einfluss ausübte. Sarwat Paschawurde als Nachfolger von Adli Yakan Pascha am 1. März 1922 Premierminister des Sultanats Ägypten. Zwei Wochen später, am 15. März 1922 rief der bisherige Sultan Fu'ād I. schließlich das unabhängige Königreich Ägypten aus. Die Erklärung wurde von Lord Curzon vom britischen Außenministerium bereits am 21. Februar 1922 an den amtierenden Hochkommissar, dem Marschall Edmund Allenby, Nachfolger des Hochkommissars für Ägypten Reginald Wingate, übersandt, jedoch erst am 28. Februar 1922 genehmigt und als Zirkulardepesche vom 15. März 1922 inhaltlich den britischen Auslandsvertretungen mitgeteilt, woraus sich unterschiedliche Zitierweisen des Datums ergeben.

### Premierminister des Königreichs Ägypten 1922 sowie 1927 bis 1928
Sarwat Pascha wurde daraufhin am 16. März 1922 erster Premierminister des Königreiches Ägypten. Dieses Amt bekleidete er bis zum 30. November 1922, woraufhin Muhammad Tawfiq Nasim Pascha seine Nachfolge antrat. Er zudem vom 1. März bis 29. November 1922 auch Außenminister und Innenminister. Im März 1925 bewarb er sich erfolglos um das Amt des Präsidenten der Abgeordnetenkammer. Er bekleidete das Amt des Außenministers abermals zwischen dem 7. Juni 1926 und dem 21. April 1927 im Kabinett von Adli Yakan Pascha.
Abdel Chalek Sarwat Pascha löste erneut Adli Yakan Pascha am 26. April 1927 zum zweiten Mal als Premierminister des Königreiches Ägypten ab und verblieb in dieser Funktion bis zum 16. März 1928. Seine Nachfolge trat daraufhin Mustafa an-Nahhas Pascha an. Zusätzlich bekleidete er vom 26. April 1927 bis zum 16. März 1928 wieder das Amt des Innenministers. Er geriet von Zeit zu Zeit mit seinen Unterstützern von der Wafd-Partei in Konflikt und musste sich innerhalb eines Monats nach seiner Ernennung der schweren anglo-ägyptischen Krise stellen, die zur Entsendung von drei britischen Schlachtschiffen nach Ägypten führte. Es ist ein ausreichender Beweis für Sarwat Pashas Taktgefühl und Fähigkeit, dass er in seiner Erklärung über seine Korrespondenz mit dem Hochkommissar für Ägypten George Lloyd, 1. Baron Lloyd und den Abschluss des Streits eine Mehrheit der Wafdistischen Abgeordnetenkammer mit erreichen konnte. Er begleitete König Fu'ād I. 1927 bei seinem Europabesuch nach England, wurde jedoch durch den Tod des Vorsitzenden der Wafd-Partei Saad Zaghlul unterbrochen, der ihn zur Rückkehr nach Ägypten zwang. Er verstarb wenige Monate später am 22. September 1928 in Paris.